# Tomoki Kameda
Tomoki Kameda (jap. 亀田 和毅, Kameda Tomoki; * 12. Juli 1991 in Osaka, Präfektur Osaka) ist ein japanischer Boxer im Bantamgewicht.
Seine Brüder sind die Boxer Kōki Kameda und Daiki Kameda.

## Profikarriere
Im Jahre 2008 begann er erfolgreich seine Profikarriere. Am 1. August 2013 boxte er gegen Paulus Ambunda um den Weltmeistertitel des Verbandes WBO und siegte durch einstimmigen Beschluss. Diesen Titel verteidigte er dreimal in Folge und verlor ihn im Mai 2015 an Jamie McDonnell nach Punkten. Den direkten Rückkampf gegen  McDonnell am 6. September desselben Jahres verlor Kameda ebenfalls nach Punkten.